# گلونقطه‌ای پشت‌حنایی
گلونقطه‌ای پشت‌حنایی (نام علمی: Epinecrophylla haematonota) گونه‌ای از پرندگان در زیرتیرهٔ Thamnophilinae از تیرهٔ مورچه‌مرغان «نمادین» است. در برزیل، کلمبیا، اکوادور، پرو و ونزوئلا یافت می‌شود. گلونقطه‌ای پشت‌حنایی در تاریخچه طبقه‌بندی پیچیده‌اش، مورالیکایی پشت‌حنایی، مورالیکایی گلونقطه‌ای، مورالیکایی گلونقطه‌ای ناپو، و مورالیکایی گلونقطه‌ای غربی نیز نامیده می‌شوند.